# Ragaa Belmaleeh
Ragaa Belmaleeh (arabisch رجاء بلمليح, DMG Raǧāʾ Bilmalīḥ; * 22. April 1962 in Rabat, Marokko; † 2. September 2007 in Marokko) war eine marokkanische Sängerin.
Ragaa Belmaleeh begann ihre Karriere in den frühen 1980er Jahren, indem sie an dem Singwettbewerb City Lights teilnahm. Sie arbeitete mit einigen der größten marokkanischen Künstler zusammen, unter ihnen El-Mofadal El-Azrawy, Ahmed El-Baidawy, Abdel-Qader El-Rashedi, Abdullah El-Essami und Hassan El-Qadmiri, sowie Poeten wie Mohamed Hayy und Abdel-Rafee Gawahry.
Im Jahr 1987 präsentierte sie ihr erstes Album mit dem Namen Ya Gaar Wadeena. In den 1990er Jahren zog sie nach Ägypten und erzielte mit dem Album Sabri Aleek Taal einen großen Erfolg.
Sie erhielt zahlreiche Auszeichnungen, u. a. im Jahr 1997 den Third Cairo International Song Festival Award. Seit 1999 war sie UNICEF Goodwill Ambassador.
| Personendaten    | Personendaten          |
| ---------------- | ---------------------- |
| NAME             | Belmaleeh, Ragaa       |
| ALTERNATIVNAMEN  | رجاء بلمليح (arabisch) |
| KURZBESCHREIBUNG | marokkanische Sängerin |
| GEBURTSDATUM     | 22. April 1962         |
| GEBURTSORT       | Rabat, Marokko         |
| STERBEDATUM      | 2. September 2007      |
| STERBEORT        | Marokko                |